# Ghiacciaio Frazier
Il ghiacciaio Frazier è un ghiacciaio lungo circa 12 km situato nella regione centro-occidentale della Dipendenza di Ross, in Antartide. Il ghiacciaio, il cui punto più alto si trova a circa 2100 m s.l.m., si trova in particolare sul versante nord-occidentale della dorsale Clare, nell'entroterra della costa di Scott, dove fluisce verso nord-est a partire dal versante nord-orientale del picco Skew e scorrendo lungo il versante meridionale del nunatak Detour fino a unire il proprio flusso a quello del ghiacciaio Mackay.

## Storia
Il ghiacciaio Frazier è stato mappato dai membri della spedizione Terra Nova, condotta dal 1910 al 1913 e comandata dal capitano Robert Falcon Scott, ma è stato così battezzato solo nel 1964 dal Comitato consultivo dei nomi antartici in onore del tenente W. F. Frazier, ufficiale in carica presso la stazione Byrd nel 1963.